# Johan Anton van Beuge
Johan Anton van Beuge (1899-1979) was een hoger ambtenaar in Nederlands-Indië en in Nederland.

## Levensloop
Johan van Beuge, uit de familie Van Beuge, was een zoon van Christiaan van Beuge, officier bij het Koninklijk Nederlandsch-Indisch Leger. Hij begon in de jaren twintig aan een loopbaan in Nederlands Indië. Vanaf 1940 was hij assistent-resident in Denpasar, Zuid-Bali. 
Bij de Japanse bezetting in 1942 werd het hele bestuurscorps, evenals alle andere Nederlanders, gearresteerd en gedeporteerd. Van Beuge en zijn equipe eindigden de oorlog in de buurt van Makassar, Celebes, waar hij in oktober 1945 werd herenigd met zijn gezin dat de oorlog had doorgebracht in Midden-Java.
In diezelfde oktobermaand werd in Batavia besloten dat er nu voldoende Nederlandse troepen waren om o.m. Bali in te nemen. Japanse militairen handhaafden daar nog steeds de orde in afwachting van geallieerde “aflossing”. Van Beuge werd benoemd tot hoofd van het civiel bestuur, CO (Commanding officer)-AMACAB, met de rang van luitenant-kolonel.
In 1946 was hij slachtoffer van een terroristische aanslag, waarbij hij verwondingen opliep. Na vele operaties en revalidatie nam hij, "wegens verwondingen opgelopen in en door de dienst” eervol ontslag en keerde naar Nederland terug.
Van 1949 tot 1951 was hij hoofd van de afdeling Staatsrechtelijke Hervorming op het Ministerie van Overzeese Gebiedsdelen in Den Haag, tevens attaché voor Nieuw Guinea bij de Nederlandse ambassade in Canberra tijdens de moeizame onderhandelingen over Nieuw-Guinea en ten slotte was hij ook directeur op het departement Binnenlandse Zaken van de afdeling Nederlands-Nieuw-Guinea.
In 1959 was men al aan de twintigste zitting van de South Pacific Commission, die doorging in Nouméa. De Nederlandse delegatie naar die  zitting werd geleid door J. A. van Beuge.
In al die functies was hij van nabij betrokken bij het langzame beëindigen van de Nederlandse aanwezigheid in de voormalige kolonies.

## Publicaties
Van Beuge publiceerde over de moeilijke onderhandelingen betreffende Nieuw Guinea:
- Nieuw-Guinea en de Zuid Pacific Commissie, uitg. Rijksdelen Overzee, 1952
- Herzieningsconferentie van de Zuid-Pacific Commissie, 1957
- Het Nederlandse standpunt inzake Nieuw-Guinea, 1958
- (samen met J. J. van der Laan), Nederlands Nieuw Guinea en de Nederlands-Australische samenwerking, Den Haag, 1959.

Hij schreef ook:
- Antropologie en moderne samenleving, samen met Clyde Kay Maben Kluckhohn, Uitgeveij Het Spectrum, 1966

Hij vertaalde naar het Nederlands (samen met C.E.H.M. Quant):
- Sherman E. Lee, De Kunst van het Verre Oosten. De kunstgeschiedenis van Voor-Indië, Zuidoost-Azië, Indonesië, Centraal-Azië, China, Korea en Japan, Amsterdam, Elsevier, 1967

## Privé
Van Beuge was getrouwd met Marie Henriëtte de Nijs. Ze hadden een zoon, Hans van Beuge (1924-2004), piloot tijdens de Tweede Wereldoorlog.
Hij was in tweede huwelijk met Gustavine Maria Wendelina Reerink (1917-2002). Ze hadden als zoons:
- Ambassadeur Ronald van Beuge
- Gert Jan van Beuge, werkzaam bij een groot Amerikaans farmaceutische bedrijf
- Fokko van Beuge, raadsheer bij het Gerechtshof 's-Hertogenbosch.